# Bistum Nacala
Das Bistum Nacala (lat.: Dioecesis Nacalana) ist eine in Mosambik gelegene römisch-katholische Diözese mit Sitz in Nacala.

## Geschichte
Das Bistum Nacala wurde am 11. Oktober 1991 durch Papst Johannes Paul II. mit der Apostolischen Konstitution In Mozambicano aus Gebietsabtretungen des Erzbistums Nampula errichtet und diesem als Suffraganbistum unterstellt.

## Bischöfe von Nacala
- Germano Grachane CM, 1991–2018
- Alberto Vera Aréjula OdeM, seit 2018